# 僧聰公
僧聰公，五代十国僧人，本姓谭，新州（今广东省新兴县）人。
年轻时到南华寺为沙彌，梦见慧能说自己半夜有难，结果当夜慧能塔院遇火，聰公将塔移出山门外。后来想要航海到吴越参拜普陀山，又梦见慧能，在他的提示下，至清远东林寺。在寺西采芦苇建造大筏，后来遇贼，用大筏载县人至南岸。县人要感谢他，最后发现他在竹林已经去世，僧徒作土像奉在寺中。